# بوتش رينولدز
بوتش رينولدز (بالإنجليزية: Butch Reynolds)‏ هو عداء سريع أمريكي، ولد في 8 يونيو 1964 في آكرون في الولايات المتحدة.

## وصلات خارجية
- الموقع الرسمي
- بوتش رينولدز على موقع الاتحاد الدولي لألعاب القوى (الإنجليزية)
- بوتش رينولدز على موقع الاتحاد الأمريكي لسباقات المضمار والميدان (الإنجليزية)
- بوتش رينولدز على موقع الاتحاد الأمريكي لسباقات المضمار والميدان (الإنجليزية)
- بوتش رينولدز على موقع اللجنة الأولمبية الدولية (الإنجليزية)
- بوتش رينولدز على موقع أوليمبيديا (الإنجليزية)